# Army Men II
Army Men II là trò chơi điện tử thuộc thể loại chiến thuật thời gian thực của dòng game Army Men do hãng The 3DO Company đồng phát triển và phát hành vào năm 1999. Game là phần tiếp theo của bản Army Men năm 1998. Trò chơi khác với phần đầu ở chỗ bối cảnh các trận chiến diễn ra trong cả hai "thế giới thực" và "thế giới nhựa". Nó cũng là phiên bản đầu tiên giới thiệu khái niệm cổng dịch chuyển giữa thế giới thực và thế giới nhựa. Một chủ đề sẽ được mở rộng trong các bản về sau.

## Cốt truyện
Trò chơi bắt đầu vào lúc Sarge và một toán lính nhỏ đang ở trong một gian nhà bếp. Sau một hồi chiến đấu giằng co vượt qua kệ bếp, họ tìm thấy một cổng dịch chuyển và kết thúc trở lại trong thế giới nhựa. Rồi game vẫn tiếp tục cuộc hành trình qua một khu rừng, đồi núi trong đó có một trạm phát thanh, một nhà máy sản xuất xe tăng và một sân bay (tất cả mọi thứ đều hiện ra cùng một khu vực của thế giới nhựa). Tại khu vực sân bay Sarge đã hẹn với một người lính già và ra tay giải cứu một gián điệp của phe Blue từ quân Tan.
Màn tiếp theo trong game có liên quan đến nhiệm vụ của Sarge là tìm cho bằng được một viên đại tá bị mất tích trong một khu vực rừng rậm nhiệt đới. Tại đây, anh phát hiện ra rằng những người lính từ tất cả bốn đội quân đã cùng nhau tề tựu trong cái gọi là "The Cult" (giáo phái). Sau đó một vài thành viên đã tiết lộ rằng chính viên đại tá đã phát điên và là thủ lĩnh của giáo phái này. Ông ta trốn thoát qua một cổng dịch chuyển và bị Sarge đuổi theo sau bước vào sân trước nhà của ai đó. Cũng ngay chỗ này mà Sarge phải đối mặt với những máy bay ném bom tự sát, bầy gián hung dữ và các thành viên khác nhau của giáo phái; cuối cùng, Sarge đã phải tự tay kết liễu viên đại tá điên rồ này.
Bốn màn chơi tiếp theo liên quan đến một cuộc chiến chống lại các nhà khoa học làm việc cho quân đội phe Tan. Bắt đầu trong một khu vực nhiệt đới nơi Sarge lại tìm thấy một ông già và tham gia vào một trận chiến chống lại bầy zombie do tên Tiến sĩ Madd nổi tiếng điên loạn của phe Grey tạo ra. Để ngăn chặn chúng thì Sarge buộc phải phá hủy các máy phát điện rất cần thiết để giữ cho các nhà máy tạo khuôn zombie hoạt động. Kế đến Sarge thấy mình đang lạc trong một sa mạc mà anh phải hạ gục các nhà khoa học khác. Sau đó anh đi qua một cái cổng dịch chuyển khác dẫn anh đến một cái bàn sở thích trong một nhà để xe. Tại đây, Sarge có nhiệm vụ là phải ngăn chặn nhiều nhà khoa học thoát ra ngoài trở lại vào thế giới nhựa. Rồi anh lại đi qua cái cổng dịch chuyển nữa và xuất hiện ở một nơi xem chừng đó là căn cứ của quân Tan. Được phủ kín bởi rừng rậm, ở ngay giữa một nơi chốn nào đó là hình ảnh thu nhỏ của các màn chơi liên quan đến các nhà khoa học của đối phương. Ở đây có những thây ma, máy bay đánh bom tự sát và một nhóm các nhà khoa học là mục tiêu ám sát của Sarge và các đồng đội.
Sau đó, Sarge quyết định quay trở lại vùng sa mạc. Chính vào lúc này anh chợt phát giác mình đang ở trong một pháo đài phe Tan. Sau khi trốn tránh đám đông binh sĩ đang nổi giận, Sarge lại phải giải cứu các điệp viên phe Blue một lần nữa. Bất chợt anh tìm thấy một chìa khóa dẫn đến một vũ khí hủy diệt hàng loạt nằm ở trung tâm màn chơi. Rồi sau anh lấy được thứ vũ khí này và phá hủy nó trước khi quân Tan kịp thời sử dụng. Khi Sarge vừa xong nhiệm vụ thì giờ đây anh còn phải tìm một cánh cổng dịch chuyển khác để thoát ra khỏi đó.
Ngay tức khắc anh thấy mình đang nằm trong phòng ngủ của trẻ em đang chất đầy binh lính phe Tan. Cũng tại đây anh đã săn lùng tay sĩ quan Major Mylar trong bộ đồ chơi giống như pháo đài và đưa hắn ra ngoài. Trong đoạn phim kết thúc hiện ra cảnh quân Green xông vào bản doanh tấn công, tiêu diệt tàn quân của phe Tan và say sưa thưởng thức niềm vui đại thắng. Ở trên giường hoặc tủ quần áo, Tướng Plastro có thể nhìn thấy họ. Dưới hơi thở của mình, ông "cảm ơn" quân Green đã loại bỏ Mylar và "khuyến khích" họ say sưa ca khúc khải hoàn ngay bây giờ. Plastro bỗng cười một cách man dại và nói rằng hắn đang có dự tính đặc biệt cho lần tới. Một cảnh có điềm báo đáng ngại liên quan đến Tiến sĩ Madd làm việc trên phần còn lại của cơ thể Mylar trong phòng thí nghiệm của hắn đã kết thúc đoạn phim này.

## Đón nhận
Phiên bản PC nhận được nhiều đánh giá trái chiều theo trang web tổng hợp kết quả đánh giá GameRankings. Tuy nhiên, phiên bản Game Boy Color được đón nhận tích cực hơn một chút so với phiên bản PC. Tờ Next Generation đã nói về cùng phiên bản PC, "Nếu bạn có thể bỏ qua những sai sót, Army Men II là một thú vui đầy tội lỗi".